# Mitrofan (Serjogin)
Mitrofan (světským jménem: Michail Petrovič Serjogin; * 7. srpna 1972, Penza) je ruský duchovní Ruské pravoslavné církve a biskup serdobský a spasský.

## Život
Narodil se 7. srpna 1972 v Penze.
Roku 1987 dokončil střední školu a nastoupil na Penzenské odborné technické učiliště č. 5.
Dne 1. června 1990 se stal čtecem a pěvcem v chrámu svatého Mitrofana Voroněžského v Penze.
Od prosince 1990 do prosince 1992 sloužil v řadách Sovětské armády.
Dne 10. prosince 1992 se stal psalomščikem.
Dne 27. prosince 1992 byl arcibiskupem penzenským a saranským Serafimem (Tichonovem) rukopoložen na diákona a začal sloužit v chrámu Pokrova přesvaté Bohorodice v Penze. Dne 11. dubna 1993 byl rukopoložen na jereje.
Dne 29. dubna 1993 se stal představeným chrámu Svaté Trojice ve vesnici Jeršovo. Dne 15. července byl jmenován představeným modlitebního domu Narození Krista v sídle Zemetčino a chrámu Pokrova přesvaté Bohorodice ve vesnici Nilovka.
Dne 24. srpna 1993 byl ve Skanovském monastýru arcibiskupem Serafimem postřižen na monacha a přijal mnišské jméno Mitrofan na počest svatého Mitrofana Voroněžského.
V letech 1996–1999 studoval na Moskevském duchovním semináři.
Dne 5. května 1997 byl ustanoven představeným Kerenského Tichvinského monastýru.
Dne 9. července 1998 byl povýšen na igumena.
V letech 2002–2008 byl blagočinným 10. okruhu a monastýrů penzenské eparchie. Vedl také odbor monastýrů eparchie.
Na Velikonoce 2012 byl povýšen na archimandritu.
Po vytvoření serdobské eparchie se stal jejím sekretářem. Dne 28. prosince 2012 byl jmenován členem eparchiální rady.
Od března 2013 byl představeným chrámu svatého archanděla Michaela v Serdobsku. Stejného roku dokončil studium na Kyjevské duchovní akademii.
Dne 16. července 2013 jej Svatý synod zvolil biskupem serdobským a spasským.
Dne 16. srpna 2013 byl oficiálně jmenován biskupem a o tři dny později proběhla v chrámu Proměnění Páně Soloveckého monastýru jeho biskupská chirotonie. Světiteli byli patriarcha moskevský Kirill, metropolita saranský a mordovský Varsonofij (Sudakov), metropolita archangelský a cholmogorský Daniil (Dorovskich), metropolita penzenský a nižnělomovský Veniamin (Zaryckyj), arcibiskup sergijevoposadský Feognost (Guzikov), biskup solněčnogorský Sergij (Čašin) a biskup kuzněcký a nikolský Serafim (Domnin).
Dne 19. března 2014 byl potvrzen ve funkci archimandrity Kerenského Tichvinského monastýru a 22. října 2015 Skanovského monastýru.